# Engelsbergs oljefabrik
Engelsbergs oljefabrik était une raffinerie de pétrole située sur l'île Barrön (souvent appelée Oljeön, l'île du pétrole), dans le lac Åmänningen près de la ville d'Ängelsberg. Il s'agit d'une des plus anciennes raffineries au monde toujours préservées. Une première raffinerie est construite dans les années 1860 par Pehr August Ålund au nord des forges d'Engelsberg, mais elle est détruite par un incendie. Pour des raisons de sécurité, la nouvelle raffinerie est alors construite sur une île, au large d'Ängelsberg en 1875. L'usine produisait entre autres du kérosène et des lubrifiants à partir de pétroles bruts importés des États-Unis et transportés le long du canal de Strömsholm.
La production s'arrête progressivement au début du XXe siècle, l'activité n'étant plus rentable dû à la concurrence étrangère après le retrait des droits de douane. L'usine est maintenant un site touristique, faisant partie de l'écomusée de Bergslagen.